# Décembre 1916

## Événements
- 2 décembre : l’armée d’Orient du général Sarrail occupe Athènes après de sévères affrontement avec les Grecs
  - L’armée allemande de Falkenhayn traverse la Valachie, opère sa jonction avec les troupes de Mackensen venues de Dobroudja et entre à Bucarest le 6 décembre, évacué la veille par le gouvernement Bratianu qui se retire en Moldavie.

- 10 décembre : démission du Premier ministre britannique Herbert Asquith au profit de son rival au sein du parti libéral. Début du ministère de coalition de David Lloyd George, Premier ministre du Royaume-Uni (fin en 1922). Il crée un Cabinet de Guerre limité à cinq membres, un Cabinet impérial de Guerre (mars 1917) et instaure des ministères nouveaux, comme celui de l’Alimentation.

- 12 décembre : fin de la bataille de Verdun. Les Allemands sont repoussés par les troupes françaises. Plus de 300 000 soldats alliés et allemands meurent dans la bataille.
  - Remaniement du gouvernement Briand (président du Conseil). Le gouvernement est réduit à 10 membres au lieu de 23. Les socialistes sont écartés du gouvernement.
  - Vente des Antilles danoises contre 25 millions de dollars US aux États-Unis d'Amérique (587 millions actuels), intéressés par leur position stratégique, proche du canal de Panama. L'administration danoise s'y terminera officiellement le 31 mars 1917 et le territoire alors renommé îles Vierges des États-Unis.

- 13 décembre :
  - France : le général Lyautey est nommé ministre de la guerre.
  - Tyrol : 10 000 soldats périssent dans des avalanches de neige dans le Tyrol autrichien[1].

- 16 décembre (Indonésie) : création du Volksraad ("Conseil du peuple") sous la pression du mouvement national. Il favorisera une vie politique plus intense et un groupe de conseiller y exprimera des revendications nationales.

- 20 décembre : Heinrich von Clam-Martinic devient ministre-président en Autriche. Réouverture du Reichsrat.

- 25 décembre : le général Joseph Joffre, nommé maréchal de France, est remplacé par Robert Nivelle à la tête des armées français.

- 29-30 décembre : Raspoutine, un moine thaumaturge et débauché, accusé d'avoir exercé une influence néfaste sur la famille impériale russe, est assassiné par le prince Félix Youssoupoff, le député socialiste Pourichkevitch et le grand-duc Dimitri.

- 29 - 31 décembre (Inde) : pacte de Lucknow entre les militants nationalistes hindous et musulmans composites (favorables à une seule nation indienne, musulmane et hindoue). Abul Kalam Azad en est l’instigateur.

- 30 décembre, France : réforme fiscale, le taux de l'impôt sur le revenu passe à 10 %.

## Naissances
- 5 décembre : 
  - Lomer Brisson, homme politique fédéral provenant du Québec († 5 janvier 1985).
  - Michel Mondésert, évêque catholique français, évêque auxiliaire de Grenoble († 16 avril 2009).
- 6 décembre : Kristján Eldjárn, homme politique islandais († 14 septembre 1982).
- 8 décembre : Richard Fleischer, réalisateur américain († 25 mars 2006).
- 9 décembre : Kirk Douglas, acteur américain († 5 février 2020).
- 16 décembre : Jean Carignan, violonneux († 16 février 1988).
- 20 décembre : Michel Chartrand, syndicaliste († 12 avril 2010).

## Décès
- 1er décembre : Père Charles de Foucauld, assassiné dans son ermitage à Tamanrasset (Algérie).
- 6 décembre :
  - Eugen Dücker, peintre romanticiste germano-estonien (° 10 février 1841).
  - Édouard Pail, peintre français (° 17 octobre 1851).
- 12 décembre : Albert Lacombe, missionnaire.
- 13 décembre : Antonin Mercié, sculpteur et peintre français (° 30 octobre 1845).
- 17 décembre : Raspoutine, aventurier russe (° 1869).
- 19 décembre : Thibaw Min, dernier roi de Birmanie (en exil depuis 1885).
- 20 décembre : Ödön Rádl, écrivain hongrois (° 1870).
- 21 décembre : Daniel Oliver, botaniste britannique (° 1830).
- 31 décembre : René Schützenberger, peintre français (° 29 juillet 1860).